# 基布西拉 (加利福尼亞州)
基布斯拉（英語：Kibesillah）是位於美國加利福尼亞州門多西諾縣的一個非建制地區。該地的面積和人口皆未知。

## 地理
基布斯拉的座標為39°35′25″N 123°46′40″W / 39.59028°N 123.77778°W，而該地的平均海拔高度為42米（即138英尺）。